# Fred Ottow
Gustav Ferdinand „Fred“ Ottow (* 3. Novemberjul. / 15. November 1886greg. in Dorpat; † 18. September 1969 in München) war Publizist, Schriftsteller und Übersetzer deutschbaltischer Herkunft.

## Leben und Wirken
Nach seinem Schulbesuch studierte Ottow 1906–1912 zuerst Philologie, dann Jura an der Kaiserlichen Universität Dorpat, wo er der Corporation Livonia angehörte.
Danach arbeitete er als Rechtsanwalt in Simferopol und 1914–1918 als Notar am Livländischen Evangelisch-Lutherischen Konsistorium in Riga. 1918 ging er als Journalist nach Deutschland und war zuerst Chefredakteur der Greifswalder Zeitung und 1927–1934 der München-Augsburger Abendzeitung, von 1937 bis 1942 Feuilleton-Redakteur der Münchner Zeitung. Später war er als Schriftsteller tätig und vor allem als Übersetzer, sowohl estnischer Literatur als auch besonders von Werken russischer Klassiker (Tolstoi, Dostojewski, Gogol, Leskow, Alexander Puschkin).

## Werk
- Inseln der Liebe. Roman. 232 Seiten. Paul Neff Verlag, Berlin 1936
- Die Brautfahrt nach Petersburg. Roman. 245 Seiten. Eugen Händle Verlag, Mühlacker 1943
- Der Gast am Ofen. 12 Geschichten aus 4 Jahrhunderten. 95 Seiten. Eugen Händle Verlag (Buchreihe der Erzähler), Mühlacker 1943
- Der besessene König. Karl XII. von Schweden. 288 Seiten mit Abbildungen. Willi Weismann Verlag, München 1947